# Comté de Polk (Tennessee)
Pour les articles homonymes, voir Comté de Polk.
Le comté de Polk est un comté de l'État du Tennessee, aux États-Unis. Le lac Ocoee de 7,8 km2 s'y trouve.